# Serkhe Khollu
Der Serkhe Khollu, auch Sirki Qullu genannt, ist der Hauptgipfel der Serranias Serki und Murillo, einer Untergruppe der Cordillera Real zwischen dem Mururata- und dem Chacaltayagebiet in Bolivien. Der Berg ist vergletschert und befindet sich in der Nähe des Sirki-Khota Sees.
Aufgrund der schlechten Wege ist eine Anfahrt mit dem Geländewagen nur noch bis zum Lago Challa Pata möglich. Über einen Trekkingpfad gelangt man in etwa fünf Stunden bis unterhalb des Sirki-Khota-Sees. Von hier aus sind es noch etwa 2 Stunden bis zum Wandfuß.

## Besteigungen
Die Erstbesteiger des Serkhe Khollu sind bis heute unbekannt. Im Jahr 2004 unternahm eine österreichische Expedition eine Begehung der West-Wand des Serkhe Khollu. Die Route trägt den Namen "durch's Nasenloch". Aufgrund des Gletscherrückgangs ist die Kletterroute in ihrer ursprünglichen Variante nicht mehr vorhanden. Im Juni 2010 eröffneten die deutsch-österreichischen Alpinisten Florian Hill, Stefan Berger und Robert Rauch eine neue Route an der Süd-West-Wand des Serkhe Khollu mit der Schwierigkeit VII, WI5, M5, E5 im Alpinstil.